# Koza (województwo opolskie)
Koza (niem. Heinrichsdorf) – wieś w Polsce położona w województwie opolskim, w powiecie kędzierzyńsko-kozielskim, w gminie Polska Cerekiew.
W latach 1975–1998 miejscowość administracyjnie należała do ówczesnego województwa opolskiego.

## Historia
Pierwsza wzmianka o Kozie pochodzi z 1830 r., kiedy to dzisiejsza wieś była jeszcze kolonią. Niemiecka nazwa kolonii, a potem wsi brzmiała: Heinrichsdorf. Nieco obszerniejsze informacje znajdujemy od roku 1925. Wieś w tym czasie liczyła 37 budynków mieszkalnych, w których mieściło się 48 mieszkań jednorodzinnych. We wsi mieszkało 239 osób, w tym 122 mężczyzn oraz 117 kobiet. Językiem niemieckim posługiwało się wówczas 15 osób, 18 osób - językiem polskim, zaś 206 osób używało zarówno polskiego jak i niemieckiego języka.
W 1933 r. liczba mieszkańców powiększyła się do 269 osób, 143 mężczyzn i 126 kobiet. W tym samym roku wieś posiadała 38 gospodarstw ponad 0,5 ha.
W 1946 r. w Kozie mieszkały 144 osoby, a w 1947 r. było ich już 180 osób.
W 1960 r. Koza liczyła 190 mieszkańców, zajmujących 37 budynków mieszkalnych. W tym czasie wieś zajmowała obszar 274 ha. Z rolnictwa utrzymywało się 60,6% ludności.
Dziś w 2007 roku Kozę zamieszkuje 61 osób, w tym 24 kobiety, 16 mężczyzn, 12 młodzieży w przedziale od 15 do 25 lat oraz 9 dzieci. Wiele osób wyjechało za granicę w poszukiwaniu lepszego życia i pracy.

## Komunikacja
Obrzeżem wsi Koza przechodzi ważna droga wojewódzka:
421.